# Мозес, Саа
Саа Мозес Джуниор (англ. Saah Moses Jr.; род. 10 июля 2007, Монровия) — либерийский футболист, полузащитник шведского «Хаммарбю», выступающий на правах аренды за «Хаммарбю Таланг».

## Клубная карьера
Карьеру начинал в клубе «Дискаверис», выступавшем в чемпионате Либерии. В декабре 2023 года договорился со шведским «Хаммарбю» о переходе. После достижения 18-летия в июле 2025 года подписал с клубом контракт, рассчитанный на четыре с половиной года, после чего на правах аренды до конца года отправился в фарм-клуб — «Хаммарбю Таланг», выступавший в первом дивизионе.

## Карьера в сборной
Выступал за юношескую сборную Либерии, в составе которой участвовал в турне по Европе в 2022 году.
В сентябре 2023 года был впервые вызван в состав национальной сборной. В её составе дебютировал 14 октября в товарищеском матче с Ливией..

## Статистика в сборной
| Матчи и голы Саа Мозеса за национальную сборную Либерии | Матчи и голы Саа Мозеса за национальную сборную Либерии | Матчи и голы Саа Мозеса за национальную сборную Либерии | Матчи и голы Саа Мозеса за национальную сборную Либерии | Матчи и голы Саа Мозеса за национальную сборную Либерии | Матчи и голы Саа Мозеса за национальную сборную Либерии |
| №                                                       | Дата                                                    | Оппонент                                                | Счёт                                                    | Голы                                                    | Соревнование                                            |
| ------------------------------------------------------- | ------------------------------------------------------- | ------------------------------------------------------- | ------------------------------------------------------- | ------------------------------------------------------- | ------------------------------------------------------- |
| 1                                                       | 14 октября 2023                                         | Ливия                                                   | 2:3                                                     | 0                                                       | Товарищеский матч                                       |
| 2                                                       | 17 октября 2023                                         | Марокко                                                 | 0:3                                                     | 0                                                       | Отборочные матчи КАН-2023                               |

Итого:2 матча и 0 голов; 0 побед, 0 ничьих, 2 поражения.